# Smrdáky
Smrdáky este o comună slovacă, aflată în districtul Senica din regiunea Trnava. Localitatea se află la altitudinea de 241 m deasupra n.m., se întinde pe o suprafață de 4,73 km2 și în 2017 număra 667 de locuitori.

## Istoric
Localitatea Smrdáky este atestată documentar din 1436.

## Demografie
| An:                | 1994 | 2004   | 2014    | 2024    |
| ------------------ | ---- | ------ | ------- | ------- |
| Număr de persoane: | 640  | 603    | 695     | 559     |
| Diferență:         |      | −5,78% | +15,25% | −19,56% |

| An:                | 2023 | 2024   |
| ------------------ | ---- | ------ |
| Număr de persoane: | 562  | 559    |
| Diferență:         |      | −0,53% |